# داي إيتشي للتأمين على الحياة
داي إيتشي للتأمين على الحياة (第一生命保険株式会社 Dai-ichi Seimei Hoken Kabushiki-kaisha) هي ثالث أكبر شركة تأمين على الحياة في اليابان من حيث الإيرادات، من بعد شركتي نيبون والبريد الياباني القابضة.
تأسست شركة داي إيتشي بتاريخ 15 سبتمبر 1902، وكانت واحدة من أقدم شركات التأمين المتبادل في اليابان إلى حين إقرار اقتراح بإعادة التوزيع في عام 2009.
وفي 1 أبريل 2010، تم إدراجها في بورصة طوكيو للأوراق المالية، حيث جمعت 1.01 تريليون ين في رصيدها.
اعتبارًا من مارس 2013، امتلكت الشركة أكبر عدد من الأصول لأي شركة مدرجة في اليابان بإجمالي 33 تريليون ين في ميزانيتها العمومية المستقلة، أي أكثر من ضعف إجمالي أصول شركة طوكيو للطاقة الكهربائية التي تحتل المرتبة الثانية. 
أُعلن في أكتوبر 2014 أن شركة داي إيتشي ستجمع مليار دولار أمريكي من خلال إصدار سندات ثانوية مقومة بالدولار الأمريكي في الأسواق الخارجية. 
وهي أيضًا أكبر مساهم منفرد في شركة طوكيو، حيث تمتلك 6.35% من إجمالي الأسهم المصدرة.

## تاريخ

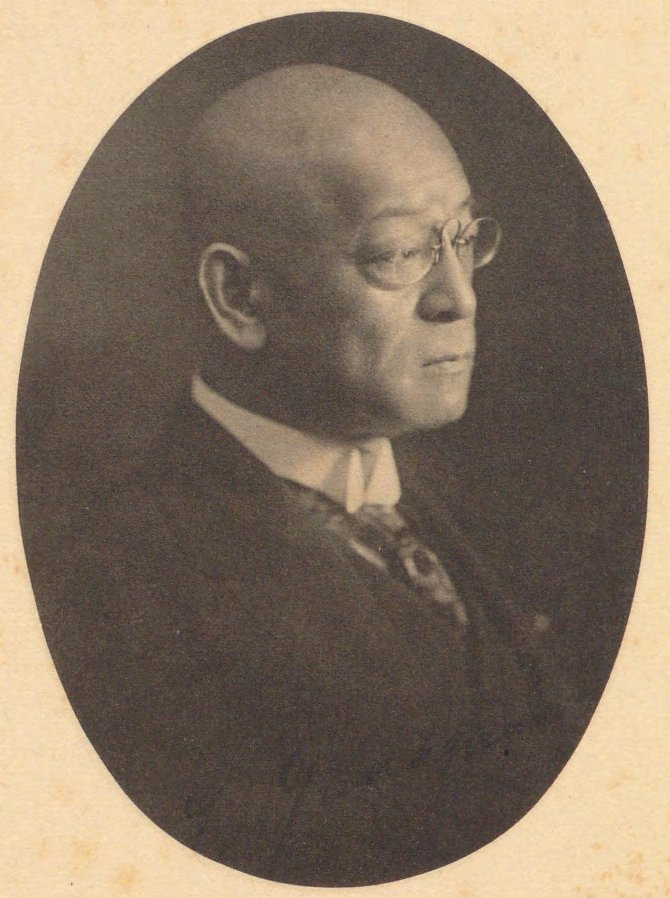
إيرل ياناجيساوا ياسوتوشي

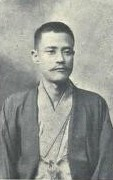
الملازم هاماجوتشي كيشيبي

- 1902 - أسسها الإحصائي والإيرل ياناغيساوا ياسوتوشي، وأوهاشي شينتارو رئيس هاكوبونكان ، والملازم هاماغوتشي كيشيبي، بدعم من طبيب التأمين يانو كوتا.
- 1937 - بعد حادثة جسر ماركو بولو في يوليو والتي قاد فيها اللواء ماساكازو كوابي والعقيد رينيا موتاجوتشي الحرب الصينية اليابانية الثانية ، أصدرت وزارة التجارة والصناعة ووزارة شؤون المستعمرات قانون مانتوريا لأعمال التأمين في 27 ديسمبر وتم إنفاذه في 27 ديسمبر. اليوم المقبل. [4] [5] [ا]
- 1938 - تايزو إيشيزاكا ، موظف سابق رفيع المستوى في وزارة الاتصالات، أصبح رئيسًا لشركة Dai-ichi Life ومرخصًا للعمل في منشوريا . [7] تم نقل المكتب الرئيسي بطوكيو إلى مكانه الحالي، يوراكوتشو ، هيبيا .
- 1945 - تم الاستيلاء على المكتب الرئيسي في طوكيو ليكون المبنى الحكومي للقائد الأعلى لقوات الحلفاء ( GHQ ).
- 1975 - تم إنشاء أول مكتب تمثيلي خارجي في مدينة نيويورك .
- 1977 - البدء في بيع تأمين UU للذكور.
- 1982 - تأسيس أول مكتب تمثيلي أوروبي في لندن .
- 1990 - كان الاستثمار في شركة لينكولن الوطنية للتأمين على الحياة هو المرة الأولى التي تشارك فيها شركة يابانية في رسملة شركة تأمين أمريكية رائدة.
- 1993 - الانتهاء من برج DN 21 ، المبنى الرئيسي الجديد.
- 1995 - زلزال هانشين الكبير : تبسيط إجراءات تسوية المطالبات.
- 1996 - تأسيس شركة داي-إيتشي للتأمين على الممتلكات والحوادث المحدودة.
- 1997 - تأسيس شركة معهد داي-إيتشي لأبحاث الحياة.
- 1999 - اتفاقية التعاون التجاري الشامل مع البنك الصناعي الياباني ( مجموعة ميزوهو المالية الآن).
- 2000 - اتفاقية لتشكيل تحالف تجاري شامل مع شركة سومبو اليابان للتأمين وشركة أفلاك .
- 2002 - الاحتفال بالذكرى المئوية لتأسيسها.
- 2010 - إعادة التداول وإدراج الأسهم في بورصة طوكيو
- 2011 - استكمال الاستحواذ على شركة تاور أستراليا للتأمين على الحياة المدرجة في بورصة أستراليا، ثم تمت إعادة تسمية الشركة التابعة المملوكة بالكامل إلى TAL
- 2015 - تم شراء شركة Protection Life Corporation [8]

## كمستثمر مؤسسي
كمستثمر مؤسسي، تمتلك شركة داي إيتشي 230 سهمًا لشركة يابانية اعتبارًا من عام 2022. 

## معرض الصور
- Dai-ichi Sougo-Kan, in 1921
- Tokyo Headquarter Building Built in 1938
- Osaka Headquarter Building constructed by Takenaka Corporation in 1953
- كاناغاوا (محافظة) Branch Building built in 1967
- Rebuilt Sogo-kan Building in 1971
- Odakyu Dai-ichi Life building built in 1980
- سنداي Branch Building built in 1985
- Osaka Dai-ichi Life building, built by Takenaka Corporation in 1990
- Hibiya Dai-ichi Life First Building, in 1993, constructed by Shimizu Corporation
- Umeda Building in 1995
- Umeshin Building in 2007 in أوساكا
- Sogo-kan 110 Tower in 2012 in Tokyo
- Participating the project of International Mozarteum Foundation

## روابط خارجية
- شركة داي-إيتشي للتأمين على الحياة المتبادلة (باللغة اليابانية)
- التقرير السنوي لشركة Dai-ichi Mutual Life Insurance (باللغة الإنجليزية)